# Chuck Aleksinas
Charles John "Chuck" Aleksinas (Litchfield, Connecticut, 26 de febrero de 1959) es un exbaloncestista estadounidense. Con 2,11 de estatura, jugaba en la posición de pívot.

## Carrera

### Universidad
Juega en dos universidad americanas, para los Wildcats de la Universidad de Kentucky, con los que gana la NCAA  en el año 1978 y con los Huskies de la Universidad de Connecticut. 

### Profesional
Es drafteado en el puesto 76 del draft de 1982 por los Chicago Bulls, pero no llegaría a jugar con la franquicia de Illinois, siendo su única experiencia en la NBA con los Golden State Warriors, donde juega una temporada, jugando 74 partidos y metiendo 5.1 puntos por partido. 
En Europa jugaría en ACB con el Estudiantes, CB Zaragoza y OAR Ferrol, terminando su carrera en el Gorizia italiano en 1990. 

## Vida personal
Era descendiente de lituanos, y pudo jugar con Lituania, en los inicios de esta selección báltica, después de su independencia., pero al final no se pudieron materializar las opciones que tenía y no llegó a debutar con los Green Death.